# Richard Gere
Richard Tiffany Gere (Philadelphia, 31. kolovoza 1949.), američki filmski glumac.
Rodom iz Philadelphije, odrastao je na očevoj farmi u blizini grada Syracuse u saveznoj državi New York. Već u školskim danima se počeo baviti glumom u školskoj kazališnoj grupi. Svira nekoliko instrumenata (klavir, gitara, truba). Sportska stipendija mu omogućuje studiranje filozofije na Sveučilištu u Massachusettsu.
Glumačku karijeru započeo je 1969. i to s raznim ulogama u Broadwayskim produkcijama, a na filmu je debitirao 1975. godine. No tek 1980. godine se proslavio u Američkom žigolu. Njegov izgled i talent za karakterne uloge glavni su mu adut, pa tako dobiva redovno uloge, no nikada nije osvojio Oscara. 

## Djelomična filmografija
- Američki žigolo (1980.)
- Časnik i gospodin (1982.)
- Do posljednjeg daha (1983.)
- Kralj David (1985.)
- Zgodna žena (1990.)
- Sommersby (1993.)
- G. Jones (1993.)
- Prvi vitez (1995.)
- Iskonski strah (1996.)
- Crveni ugao (1997.)
- Šakal (1997.)
- Odbjegla nevjesta (1998.)
- Chicago (2002.)
- Mothmanova proročanstva (2002.)
- Molim za ples
- Nema me (2007.)
- Olujne noći (2008.)
- Hachi: A Dog's Tale (2009)

## Vanjska poveznica
- Richard Gere u internetskoj bazi filmova IMDb-u (engl.)